# Abiy Ahmed
Pour les articles homonymes, voir Ahmed et Ali.
Abiy Ahmed Ali (guèze : አብይ አህመድ አሊ ; oromo : Abiyyii Ahimad Alii), dit Abiy Ahmed, né le 15 août 1976 à Beshasha, dans la région d'Oromia en Éthiopie, est un homme d'État éthiopien, Premier ministre depuis le 2 avril 2018.
Il est lauréat du prix Nobel de la paix 2019, en particulier pour ses actions ayant conduit à la résolution du conflit entre l'Éthiopie et l'Érythrée avant d'être condamné par la communauté internationale pour les atteintes aux droits de l'homme contre ses opposants et lors de la guerre du Tigré. Pendant son mandat, son pays intègre les BRICS+.

## Biographie

### Origines et carrière
Il est né le 15 août 1976 à Beshasha près de Agaro, de père oromo musulman nommé Ahmed Ali et de mère amhara chrétienne orthodoxe nommée Tezeta Wolde.
Il parle couramment l'oromo, l'amharique, le tigrigna et l'anglais.
Vers la fin des années 1980, il rejoint l'Organisation démocratique des peuples Oromo (OPDO). En 1990 il se joint à la lutte armée contre le régime militaire de la République démocratique populaire d'Éthiopie, renversé en 1991. Il sert ensuite dans l'armée éthiopienne, et est déployé au sein de la Force de maintien de la paix des Nations unies au Rwanda en 1995. Il atteint le grade de lieutenant-colonel et contribue à organiser les services de renseignement éthiopiens. Formé aux États-Unis et au Royaume-Uni, il est cadre technique spécialiste en cybersécurité au sein des services de renseignement. En 2008, il fonde l'Agence nationale de sécurité des réseaux d’information, dont il sera le directeur jusqu'en 2010.
Le 11 octobre 2019, il est lauréat du prix Nobel de la paix 2019, « pour ses efforts en vue d'arriver à la paix et en faveur de la coopération internationale, en particulier pour son initiative déterminante visant à résoudre le conflit frontalier avec l'Erythrée », attribution qui est décrite par la Présidente du Comité du prix Nobel comme « à la fois une reconnaissance et un encouragement de ses efforts » alors que « beaucoup reste à faire ».
Ce choix ne fait pas l'unanimité auprès d'ONG telles qu'Amnesty international ou Reporters sans frontières, qui reconnaissent des avancées, mais pointent des violations aux droits de l'Homme dans le cadre de tensions ethniques persistantes, et des atteintes à la liberté de la presse ainsi qu'une répression contre des journalistes et des défenseurs des droits humains à travers une loi antiterroriste. Après cette reconnaissance, il est condamné deux ans plus tard par la communauté internationale pour les exactions contre ses opposants et celles commises lors de la terrible guerre du Tigré.

### Allégations de plagiat dans sa thèse de doctorat
En 2023, plusieurs chercheurs affiliés à la World Peace Foundation de l'université Tufts, ainsi que des universitaires éthiopiens, ont publié une analyse critique de la thèse de doctorat d’Abiy Ahmed, soutenue en 2017 à l’Université d'Addis-Abeba. Selon leur rapport, le deuxième chapitre de la thèse présenterait un taux de similarité de 62 % selon le logiciel Turnitin, avec des contenus similaires sur l’ensemble des 41 pages du chapitre. Les auteurs estiment que ces emprunts non attribués constituent une forme de plagiat, et recommandent à l’université de réévaluer l’attribution du diplôme. Aucun commentaire officiel n’a été émis à ce sujet par l’université ou par Abiy Ahmed,,.

### Ministre
Entré en politique en 2010, Abiy Ahmed est brièvement ministre des Sciences et des Technologies de 2015 à 2016.

### Premier ministre

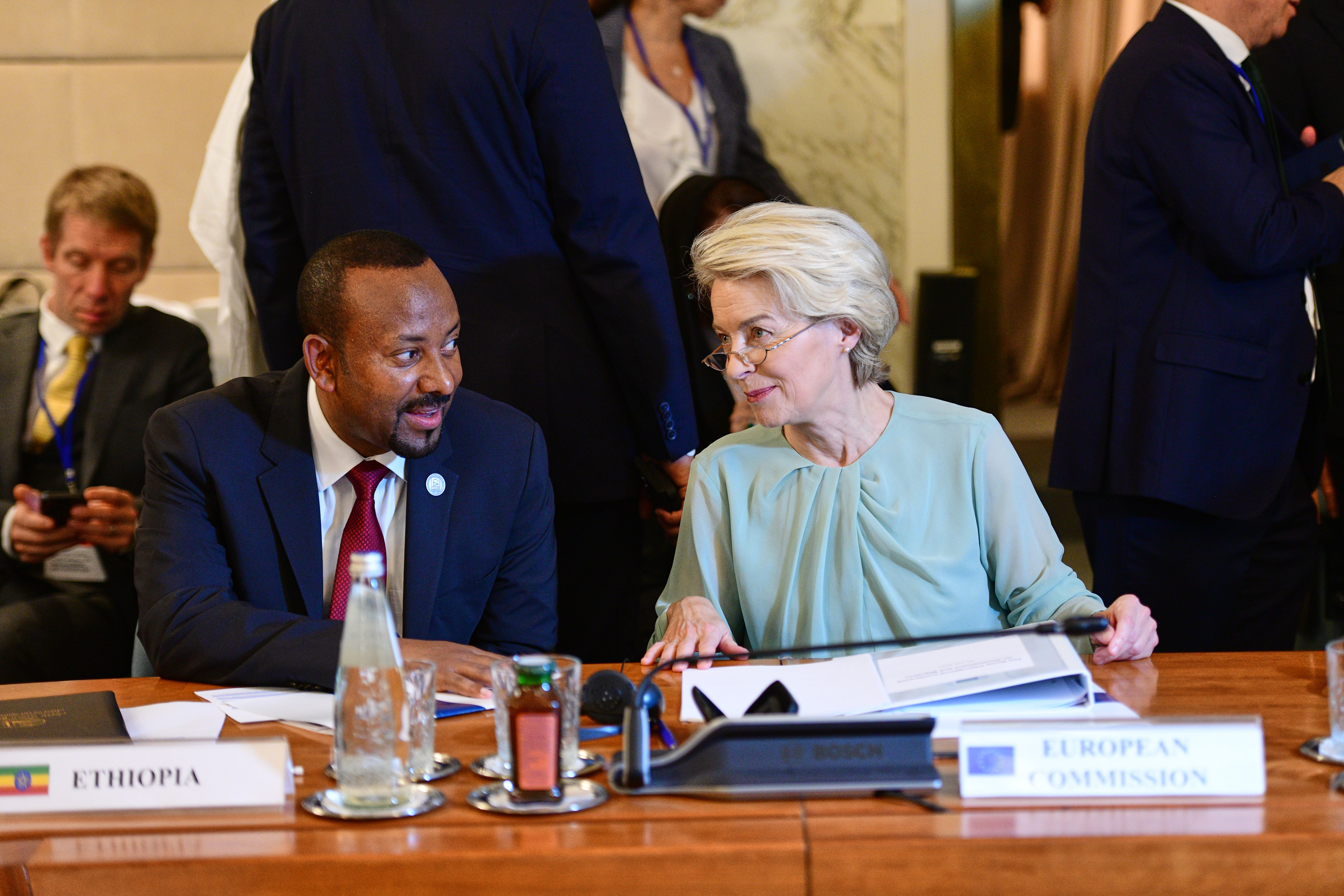
Abiy et Ursula von der Leyen le 23 juin 2023

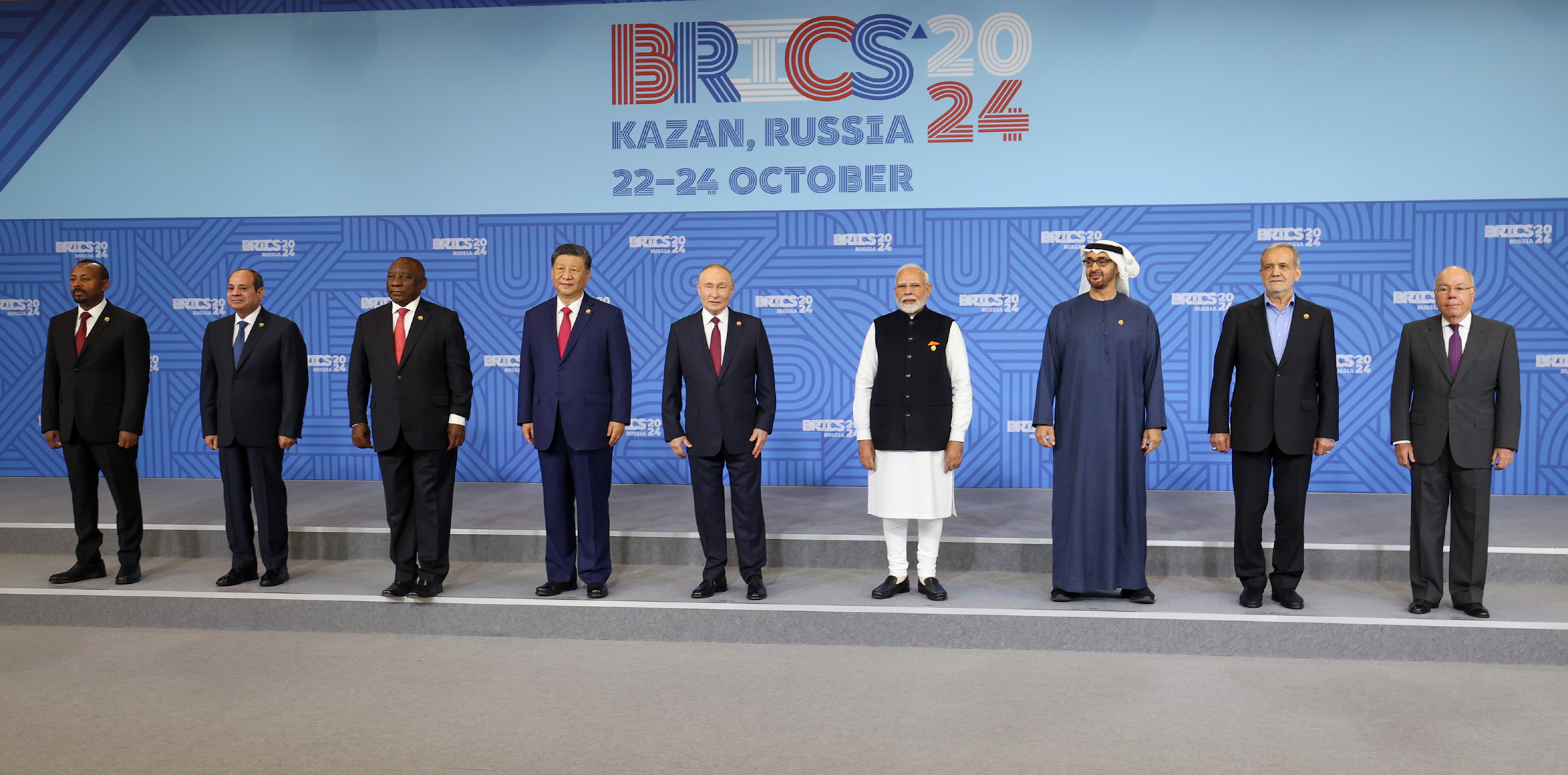
16e sommet des BRICS a Kazan le 23 octobre 2024

Élu à la tête de l'OPDO le 22 février 2018, puis à la tête de la coalition au pouvoir, le Front démocratique révolutionnaire du peuple éthiopien (FDRPE), le 27 mars de la même année, il succède à Haile Mariam Dessalegn, démissionnaire, au poste de Premier ministre le 2 avril 2018.
C'est la première fois que l'ethnie des Oromos (majoritaire dans le pays) est représentée à la tête du pouvoir. Sa confession religieuse ainsi que ses origines sont parfois perçues comme un « atout » dans le besoin de fédération du pays.
Le 16 octobre 2018, Abiy Ahmed procède à un remaniement ministériel. Il réduit de près d'un tiers la taille du gouvernement et présente une équipe qui, pour la première fois dans l'histoire de l'Éthiopie, compte autant de femmes que d'hommes, avec par exemple Fetlework Gebre-Egziabher au ministère du Commerce et de l'Industrie.

#### Libération de prisonniers politiques
Abiy Ahmed continue la politique de libération de prisonniers politiques entamée par son prédécesseur Haile Mariam Dessalegn — et qui en avait lui-même libéré plusieurs milliers au début de 2018 — et en libère 500 de plus le 29 mai.
Il invite par ailleurs en novembre 2018 Birtukan Mideksa, l'une des dirigeantes de l'opposition, à revenir d'exil aux États-Unis pour être nommée à la tête de la commission électorale. Birtukan Mideksa, qui avait passé dix-huit mois en prison avant de quitter l'Éthiopie, juge cette invitation « vraiment significative » et accepte.
Toutefois, après la tentative de coup d'État de 2019 dans l'Amhara, une vague d'arrestations est menée dans l'Amhara, l'Oromia et à Addis-Abeba fin juin, les chiffres allant de plus de 255 personnes selon le gouvernement jusqu'à environ 1 000 selon les ONG. Les militants amharas, le journaliste et ancien prisonnier politique Eskinder Nega, et des ONG comme Amnesty International et le Comité pour la protection des journalistes accusent alors le gouvernement éthiopien d'avoir arrêté certaines personnes (dont deux journalistes) non pas à cause d'une éventuelle implication dans la tentative de coup d’État, mais à cause de leurs opinions politiques. Ce qui fait craindre aux ONG une régression de la liberté d'expression et de presse.

#### Fin de la guerre avec l’Érythrée
Le 9 juillet 2018, le président érythréen Isaias Afwerki et le Premier ministre éthiopien Abiy Ahmed déclarent la fin de l'état de guerre entre leurs deux pays et la normalisation de leurs relations. Le rapprochement diplomatique se produit alors à grande vitesse. Le 16 juillet, le président érythréen Afwerki se rend dans la capitale éthiopienne Addis-Abeba pour une visite diplomatique, et y annonce la réouverture de l'ambassade d’Éthiopie en Érythrée. Le 19 juillet, Ahmed nomme le premier ambassadeur éthiopien en Érythrée depuis vingt ans, Redwan Hussein. Le 11 septembre 2018, à l'occasion du Nouvel An éthiopien, au cours d'une cérémonie officielle le Premier ministre éthiopien Abiy Ahmed et le président érythréen Isaias Afeworki rouvrent la frontière entre l’Érythrée et l’Éthiopie, qui était fermée depuis 1998, au niveau de deux postes-frontières : entre les villes de Bure, en Éthiopie, et Debay Sima, en Érythrée, et au nord-ouest entre Zalambessa (Éthiopie) et Serha (Érythrée). Un accord de paix est signé à Djeddah le 16 septembre. Le trafic aérien a également pu reprendre entre les deux pays.
Toutefois, malgré la paix et la possibilité de circuler entre les deux pays, un an après les autres points restent à résoudre, notamment la rivalité territoriale autour de la région de Badmé — alors qu'une décision de la Cour d'arbitrage internationale de La Haye de 2002 accorde la région à l'Érythrée mais l’Éthiopie refuse de s'y conformer — et à l'accès aux ports érythréens.

#### Réconciliation entre les communautés chrétiennes
En juillet 2018, en visite aux États-Unis, il annonce un accord entre l’Église orthodoxe éthiopienne officielle dirigée par le patriarche Abune Mathias et les communautés chrétiennes de la diaspora fidèles au patriarche Abuna Merkorios. L'accord prévoit le retour du patriarche dans son pays où il sera hébergé dans une résidence pour lui, et que désormais l’Église officielle et la diaspora ne formeront plus qu'un seul synode.

#### Processus de paix avec la rébellion du FLO
Le 7 août 2018, Abiy Ahmed signe un accord de paix avec la rébellion sécessionniste du Front de libération oromo (FLO), qui était active depuis les années 1970.

#### Fondation de la garde républicaine
Le 23 juin 2018, un attentat à la grenade vise un meeting d'Abiy Ahmed qui se déroulait dans le centre d'Addis-Abeba, causant un mort et 150 blessés. À la suite de cela, et sur fond de violences inter-ethniques en progression dans plusieurs régions d’Éthiopie, Ahmed décide de mettre en place une garde républicaine destinée à « protéger les hauts responsables du gouvernement et leurs familles contre toute forme d'agression de la part de forces mal intentionnées », leur protection étant auparavant confiée à des militaires d'élite et des agents secrets dont ce n'était pas la formation. Elle prend ainsi de fait la suite de la garde impériale dissoute en 1974 après la chute de l'empereur Haïlé Sélassié Ier, jamais remplacée depuis. L’Éthiopie est officiellement dotée de la garde républicaine six mois plus tard, le 23 décembre 2018.

#### Gestion des violences ethniques
Malgré le processus de paix avec le FLO, d'autres violences inter-ethniques progressent en Éthiopie, ainsi que les exactions de la part des forces de l'ordre, forçant plus de deux millions de personnes à se déplacer. Pour tenter d'enrayer les violences, Abiy Ahmed et le Parlement éthiopien mettent en place une Commission réconciliation le 26 décembre 2018. La commission devra écouter toutes les parties, organiser des séminaires de réconciliation mais aussi « enquêter pour identifier les causes des disputes et violations des droits humains [...] Le contexte social des victimes et des agresseurs sera pris en compte », mais ses objectifs et ses conclusions restent très flous. La garde républicaine mise en place officiellement à partir du 23 décembre 2018 est en partie créée pour protéger les responsables gouvernementaux contre les violences ethniques.

#### Lutte contre la corruption
Lors de sa nomination en avril 2018, Abiy Ahmed promet de lutter contre la corruption. Dans les faits, cela se traduit par l'arrestation de dizaines de personnalités civiles et militaires soupçonnées d'être impliquées dans des activités de corruption en novembre 2018, et par l'arrestation de 56 responsables gouvernementaux dans la région d'Oromia le 26 décembre 2018.
En 2019, il est élu parmi les 100 personnalités du monde selon le magazine Time.

#### Tentative de putsch dans l'Amhara
Les tensions ethniques éclatent à nouveau le 22 juin 2019, en l'occurrence les tensions avec la partie ethno-nationaliste des Amharas, qui reprochent la marginalisation politique que les Amharas ont subi pendant des décennies, bien que le vice-Premier ministre Demeke Mekonnen soit lui-même un Amhara. Ce qui se traduit par une tentative de putsch régional à Baher Dar, capitale de la région d'Amhara. Plus de 50 civils dans la région de Benishangul-Gumuz, près de la frontière avec l'Amhara, sont massacrés. Le chef d'état-major de l'armée nationale éthiopienne et le président de la région d'Amhara sont tués. La tentative de putsch est une victoire pour les loyalistes, mais elle provoque des dizaines de morts, dont 5 hauts-responsables politiques ahmaras loyalistes assassinés à Baher Dar — dont le président de la région Ambachew Mekonnen — et deux généraux nationaux assassinés à Addis-Abeba, dont le chef d'état-major éthiopien le général Seare Mekonnen.
Le 24 juin, le général Asaminew Tsige, accusé d'avoir participé au putsch, est tué lors d'affrontements.

#### Programme de reforestation «Héritage Vert»
En juillet 2019, Abiy Ahmed lance le programme de reboisement « Héritage Vert ». Le premier jour du projet, 20 000 pousses d'acacias sont plantées par des paysans en un jour près de la ville de Buee, ce qui représente un record, dans le but de développer l'écotourisme et les formes d'élevage respectueuses de l'environnement, afin de lier la préservation de l'environnement et l'économie. Au 5 juillet 2020, pour la Journée de l'Environnement, 4 milliards d'arbres avaient été plantés. Cependant, ce chiffre est à nuancer fortement, car de très nombreuses pousses n'ont pas survécu - jusqu'à deux tiers d'entre-elles sont mortes autour de Buee - ce qui fait que l'objectif de planter 5 milliards d'arbres vivants pour la saison des pluies 2020 n'est plus atteignables. Malgré cela, Ahmed revoit alors les objectifs de son programme à la hausse, et de faire plante 20 milliards d'arbres en 4 ans.

#### Affrontements inter-ethniques de l'été 2020
L'assassinat le 29 juin 2020 du chanteur Hachalu Hundessa, apprécié et écoutés par les Éthiopiens de plusieurs ethnies mais très engagé dans la dénonciation et la lutte contre la marginalisation des Oromos, fait éclater à nouveau les tensions ethniques. Durant les jours qui suivent de nombreux affrontements sanglants inter-ethniques et contre les forces de l'ordre ont lieu dans l’État d'Oromia et à Addis-Abeba. Au 4 juillet, il y avait au moins 166 morts (dont 145 civils et 11 membres des forces de l'ordre), 167 blessés graves et un millier d'arrestations. Au 10 juillet, deux personnes avouent le meurtre d'Hundessa et un troisième suspect en fuite est identifié. Au 11 juillet, il y avait 239 morts (5 miliciens, 9 policiers et 215 civils) et plus de 3 500 arrestations dans l'Oromia, et 10 morts (dont 8 policiers) à Addis-Abeba. L'ampleur des violences semble s'expliquer par le fait que beaucoup d'Oromos avaient espéré que l'élection du Premier ministre Abiy Ahmed, lui-même Oromo, allait améliorer les conditions de vie et l'inclusion de cette ethnie. Mais deux ans après, beaucoup étaient déçus, ce qui a provoqué des affrontements entre Oromos pro et anti Ahmed.

#### Élections législatives de 2021
Le 10 juillet 2021, les résultats partiels des élections législatives éthiopiennes de 2021 sont annoncés et donnent le Parti de la prospérité vainqueur avec une large majorité des sièges. Le scrutin est cependant entaché de nombreuses irrégularités et les zones touchées par les combats n'ont pas pris part au vote.

### Guerre du Tigré
La guerre du Tigré, menée entre 2020 et 2022 contre les rebelles de la zone, a fait 600 000 morts selon l'Union africaine, et rendu exsangue l'économie du pays.

### Accord avec le Somaliland
Il signe le 1er janvier 2024 un mémorandum d'entente avec le Somaliland qui prévoit la concession à l'Éthiopie d'un bail de cinquante ans sur le port en eau profonde de Berbera et l'installation d'une base militaire éthiopienne au Somaliland en échange d'une reconnaissance diplomatique éthiopienne du Somaliland et de parts dans la compagnie aérienne Ethiopian Airlines. La Somalie rappelle alors son ambassadeur à Addis-Abeba, dénonçant cet accord comme illégal car violant son intégrité territoriale. L'accord vaut à l'Ethiopie les critiques de la communauté internationale

### Construction d'un palais et du complexe Chaka
En 2022, Abiy Ahmed lance de son propre chef la construction d'un fastueux palais et d'un immense complexe sur 503 hectares, sur les hauteurs d'Addis-Abeba. Le projet, qui s'accompagne de l'expropriation de milliers de foyers et menace de déforestation partielle le site de Yeka, est mené sans l'aval du Parlement. Il indique que le projet, qu'il chiffre entre 400 et 500 milliards de birrs sera financé intégralement par des fonds privés. Selon des fonctionnaires éthiopiens, le coût serait plus proche de 800 milliards de birrs (13,8 milliards d’euros), soit l'équivalent du budget annuel éthiopien, et serait principalement financé par les Émirats arabes unis.

### Vie personnelle
Il est marié à Zinash Tayachew et est père de 4 enfants, dont 1 adopté.
Il est pentecôtiste, membre de l'Ethiopian Full Gospel Believers' Church.

## Distinctions

### Prix et récompenses
- 2019 : Prix Nobel de la paix
- 2019 : Prix Félix-Houphouët-Boigny pour la recherche de la paix

### Décorations
- Most Excellent Order of the Pearl of Africa (en) ( Ouganda, 9 juin 2018)[44]
- Ordre de Zayed ( Émirats arabes unis, 24 juillet 2018)[45]
- Ordre du roi Abdelaziz ( Arabie saoudite, 16 septembre 2018)[46]